# Amani Abeid Karume

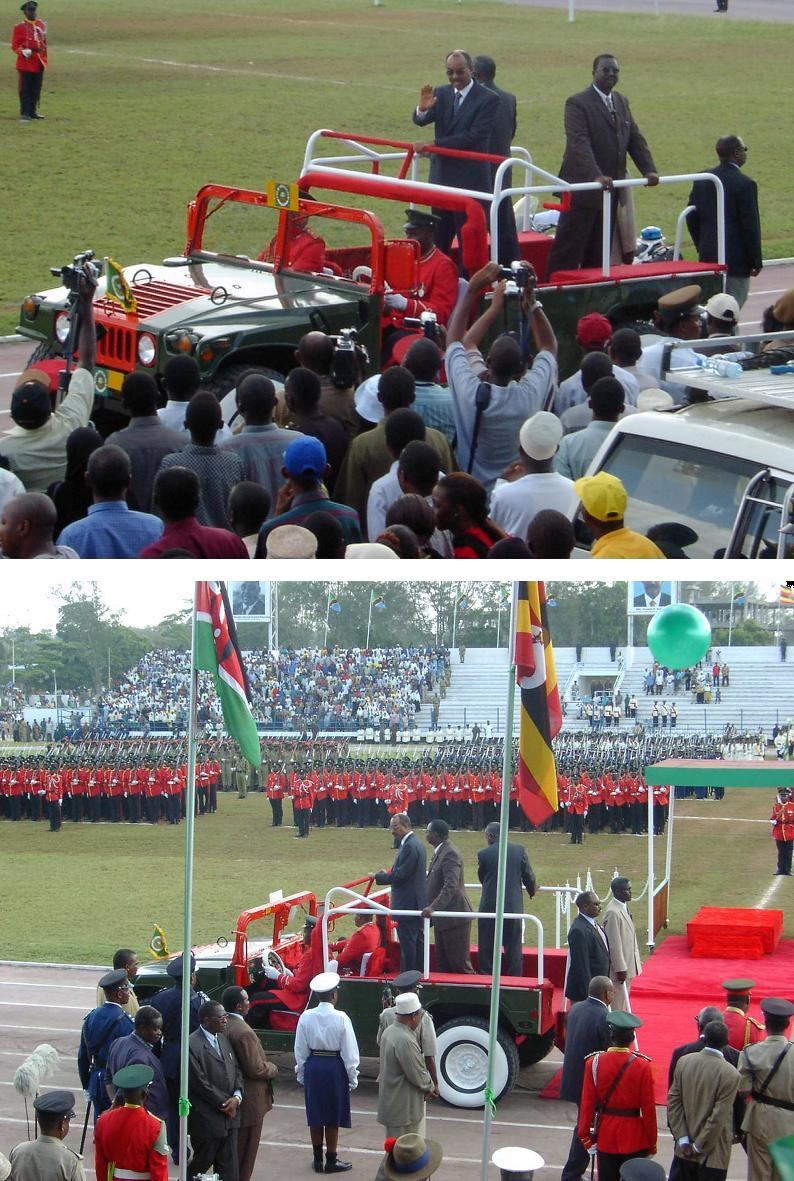
Amani Abeid Karume (2004)

Amani Abeid Karume (* 1. November 1948) ist ein tansanischer Politiker. Er war Präsident der halbautonomen Insel Sansibar in den Jahren 2000 bis 2010. Er ist der Sohn von Sansibars erstem Präsidenten, Scheich Abeid Amani Karume. Er gehört der Partei Chama Cha Mapinduzi (CCM) an.

## Leben
Karume besuchte bis 1969 die Lumumba Sekundärschule und wurde als Buchhalter ausgebildet. Seit 1990 hatte er verschiedene Positionen in der Regierung inne, unter anderem als Finanzminister.
Im Oktober 2000 wurde Karume mit 67,04 Prozent als Präsident von Sansibar gewählt. Am 30. Oktober 2005 wurde er mit 53,18 Prozent wiedergewählt. Bei beiden Wahlen wurden Unregelmäßigkeiten kritisiert.
2009 leitete er einen Dialog zwischen der CCM und der Oppositionspartei CUF ein, der Mitte 2010 in einer Regierung der nationalen Einheit mündete. Nach dem Sieg seiner Partei CCM bei den international überwachten und freien Wahlen im November 2010 übergab er sein Amt an den Nachfolger Ali Mohammed Shein.
Amani Abeid Karume ist Vater von sechs Kindern und spricht fließend Englisch und Swahili.